# Dinarthrum longispinum
Dinarthrum longispinum är en nattsländeart som beskrevs av Hwang 1958. Dinarthrum longispinum ingår i släktet Dinarthrum och familjen kantrörsnattsländor. Inga underarter finns listade i Catalogue of Life.